# Maksim Passar
Maksim Aleksandrowicz Passar, ros. Максим Александрович Пассар (ur. 30 sierpnia 1923 w Niżnym Katarze, zm. 22 stycznia 1943 w rejonie Piesczanki) – radziecki snajper, uczestnik II wojny światowej, obrońca Stalingradu.

## Życiorys
Urodził się 30 sierpnia 1923 w Niżnym Katarze w Kraju Chabarowskim na Syberii. Pochodził z ludu Nanajów. W cywilu zajmował się myślistwem. Po ataku Niemiec na Związek Radziecki jako ochotnik zgłosil się do punktu werbunkowego i został wcielony do Armii Czerwonej. Skierowany został na front pod Stalingradem. W walce z Niemcami zaliczono mu 236 trafień. Oprócz walki miał też zajmować się szkoleniem snajperów (Sybiraków) 117 Pułku Strzeleckiego należącego do 71 Gwardyjskiej Dywizji Strzeleckiej. Maksim Passar został śmiertelnie ranny w czasie ataku na wieś Piesczankę. 
Pomimo że był odznaczony jedynie Orderem Czerwonego Sztandaru, dowództwo nakazało aby na nagrobku umieścić napis Bohater Związku Radzieckiego.

## Ordery i odznaczenia
- Bohater Federacji Rosyjskiej, 2010[3]
- Order Czerwonego Sztandaru (1942, 1943).